# Tatort: Kein Entkommen
Kein Entkommen ist ein Fernsehfilm aus der Krimireihe Tatort. Es ist der 27. Fall des österreichischen Ermittlers Moritz Eisner und der dritte Fall des Ermittlerteams Eisner/Fellner. Die Erstausstrahlung des vom Österreichischen Rundfunk produzierten Beitrags erfolgte am 5. Februar 2012.

## Handlung
Auf dem Parkplatz eines Einkaufszentrums in Wien wird der Fahrer einer Putzkolonne durch einen Schuss schwer verletzt. Die beiden Täter erkennen, dass es sich bei dem Opfer (eine studentische Aushilfskraft) nicht um die gesuchte Person handelt und töten ihn mit den Worten: „Du warst zur falschen Zeit am falschen Ort.“ Daraufhin fahren sie zu der Adresse der eigentlichen Zielperson, Josef Müller, der mit Grippe im Bett liegt. Müller, der den Namen seiner Frau angenommen hat, war im Bosnienkrieg Mitglied einer serbisch-nationalistischen Miliz, die für zahlreiche Kriegsverbrechen verantwortlich ist. Er desertierte von dieser Miliz und ist als abtrünniger Mitwisser ins Visier der in Wien untertauchten „Veteranen“ der Gruppe geraten, da er durch sein Wissen und seine Aufzeichnungen eine Gefahr für sie darstellt. Müller gelingt die Flucht vor den Angreifern; er stellt sich der Polizei, wobei er seine wahre Identität preisgibt.
Zwischenzeitlich hat sich Interpol in die Ermittlungen eingeschaltet, die Müller, der eigentlich Mirko Gradić heißt, wegen seiner Rolle bei verschiedenen Kriegsverbrechen sucht. Müller und seine Familie werden in einem safe house untergebracht, das aber den Attentätern bekannt wird. Die Attentäter ermorden die Polizisten, die das Haus bewachen, werden aber von Müller/Gradić zum Teil ausgeschaltet. Die zwei ebenfalls an dem Feuerüberfall beteiligten Attentäter Zeljko Jovanovic und Rajko Stelic, die auch eingangs schon den Studenten ermordet haben, werden auf der Flucht von einer Straßensperre der Polizei aufgehalten. Während einer der dort eingesetzten Polizisten einen Funkspruch der Zentrale entgegennimmt, wird seine Kollegin, die während der Fahrzeugkontrolle die zur Fahndung ausgeschriebenen Täter erkennt, ermordet. Rajko Stelic, der von Müller/Gradić verletzt wurde, wird an der Straßensperre sterbend zurückgelassen. Nachdem seine Identität festgestellt wurde, suchen die Tatort-Ermittler dessen Vater auf, der über den Werdegang seines Sohnes berichtet.
Aufgrund der Informationen, die der Vater des getöteten Rajko Stelic den Ermittlern gibt, gelingt es, Zeljko Jovanovic in dem Cafe, das von dem Umfeld der Tiger-Miliz als Treffpunkt genutzt wird, zu stellen. Als dieser mit einem aus dem dortigen Waffendepot entnommenem Sturmgewehr ein Feuergefecht mit den Polizisten aufnimmt, wird er von Eisner erschossen.
In dieser Phase der Ermittlungen erkennen die Ermittler, dass der einzige verbliebene Angriffspunkt für die in die Enge getriebenen und immer brutaler agierenden Miliz-Veteranen – nachdem Müller/Gradić in Sicherheitsgewahrsam genommen wurde – seine Frau und sein Sohn sind. In der Zwischenzeit wurde der erkrankte Sohn und seine Mutter auf Betreiben des Kinderarztes Dr. Salic in eine Klinik eingewiesen. Dort gelingt es Eisner und Fellner, dem als Arzt getarnten Killer Radovan Jurkic, der Nummer zwei in der Tiger-Miliz mit dem Kampfnamen „Der Schlächter“, eine Falle zu stellen und ihn beim Versuch, Müller/Gradić und seinen Sohn zu ermorden, zu verhaften.
Es erklärt sich nun, warum sämtliche Attentäter aus dem Kreis der „Veteranen“ der serbischen Miliz, die Müller/Gradić verfolgen, stets über seinen Aufenthalt – auch den im vermeintlich sicheren safe house – Bescheid wissen. Als Schlüsselperson stellt sich der Kinderarzt Dr. Salic heraus, der den ebenfalls an Grippe erkrankten Sohn des Ehepaares Müller mehrfach behandelt hat und so beiläufig an Informationen über den derzeitigen Aufenthalt der Familie gekommen ist.
Nach der Verhaftung von Radovan Jurkic wähnt man die Bedrohung vorüber. Jedoch nimmt in der Zwischenzeit der im Krankenhaus ortskundige Dr. Salic den Sohn Max als Geisel an sich und will mit ihm auf dem Arm das Krankenhaus verlassen. Als er Eisner, Fellner und Müller/Gradić über den Weg läuft, bedroht er das Kind mit einer tödlichen Injektion, worauf Müller/Gradić ihn als Mladen Ivesevic identifiziert, den „Heiligen“, Gründer und Kommandant der „Sveti Tigar“-Miliz und gesuchter Hauptkriegsverbrecher.
Eisner bringt ihn im Showdown in einem Nerven-Duell zur Aufgabe, als er ihm mit Pistole im Anschlag ankündigt, ihn nicht davon kommen zu lassen, auch wenn er dem Kind etwas antut.
Das Ende bleibt offen, da während des Abspanns, nachdem Eisner und Fellner Müller/Gradić bei seiner Familie im Krankenhaus zurücklassen, zwei Männer die Station betreten, die bereits früher in der Folge zu sehen waren, als sie Mutter und Sohn Müller beschattet haben, während Müller/Gradić zur Polizei geflohen ist.

## Hintergrund
Die Dreharbeiten zu Kein Entkommen fanden vom 16. Februar 2011 bis 19. März 2011 in Wien und Umgebung statt. Fabian Eder übernahm sowohl Kamera als auch Regie und war ebenfalls am Drehbuch beteiligt. Die Anzahl von 15 Leichen stellte eine Zeit lang die bisher höchste Opferzahl in der Tatort-Geschichte dar.
Die Melodie aus Robert Schumanns "Von fremden Ländern und Menschen" aus seinen Kinderszenen op. 15 begleitet durch alle familiären Szenen diesen Tatort.
Vorlage für das Drehbuch war nach Aussagen von Eder insbesondere Željko Ražnatović (genannt Arkan) und seine Freischar Srpska dobrovoljačka garda, genannt „Arkans Tiger“ (serbisch Arkanovi Tigrovi).

## Rezeption

### Einschaltquoten
Die Erstausstrahlung von Kein Entkommen am 5. Februar 2012 wurde in Deutschland insgesamt von 7,66 Millionen Zuschauern gesehen und erreichte einen Marktanteil von 20,8 % für Das Erste; in der Gruppe der 14- bis 49-jährigen Zuschauer konnten 2,37 Millionen Zuschauer und ein Marktanteil von 15,8 % erreicht werden.
In Österreich wurden 955.000 Zuschauer und 29 Prozent Marktanteil erzielt.

### Kritik
„Der 27. Krassnitzer-‚Tatort‘ ist geradlinig, steckt voller Thrill, besitzt eindrucksvolle Action-Szenen und vergisst auch die Psychologie nicht. Krassnitzer und Neuhauser sind ein Top-Duo.“

„Im Gegensatz zu Hans-Christian Schmids schmerzhaft präzisem Justizdrama ‚Sturm‘, […], bleibt dieser ‚Tatort‘ an der Oberfläche der […] Ermittlungen in Sachen Völkermord. […] viele Aspekte des Themas werden nur angerissen, andere zu plakativ in den Vordergrund gestellt. […] Trotzdem gelingt es Regisseur Fabian Eder in diesem gekonnt als klassischen Killer-Thriller inszenierten Politkrimi eine permanente Stimmung der Verunsicherung zu schaffen: Keine Familie, keine Wohnung, keine Festung gibt es in dem vollvereisten Wien dieses ‚Tatorts‘, die Schutz bieten könnten vor den Wölfen Serbiens.“

„Es ist eine rasant erzählte Geschichte dort, wo die Idee der ethnischen Säuberung auf eine Welt stößt, deren Phantasie nicht ausreicht, sich all die Greueltaten (sic!) vorzustellen. […] Und es ist ein wunderbar rühriger Fernsehfilm dann, wenn jede der Figuren ihr eigenes Mittel gegen die grassierende Grippeepidemie preist – aber alle krank sind außer […] Bibi Fellner (jedes Mal noch besser: Adele Neuhauser), […].“